# Boulder River (Aorere River)
Der Boulder River ist ein Fluss im Tasman District, auf der Südinsel von Neuseeland.

## Geographie
Der Boulder River entsteht mit dem Abfluss aus dem Boulder Lake, der sich zwischen der Colosseum Ridge im Norden und der Brown Cow Ridge im Süden, befindet. Gut 300 m flussabwärts überwindet der Fluss die Boulder River Falls, die eine Falltiefe von 64 m aufweisen. Nach den Wasserfällen orientiert sich der Fluss grob in nördliche Richtung und mündet nach insgesamt 12,2 km als rechter Nebenfluss in den Aorere River.
Auf seinem Weg sammelt der Boulder River Wasser von den zahlreichen Gebirgsbächen rechtsseitig und linksseitig ein. Über einen Nebenfluss verfügt der Boulder River aber nicht.